# Френсис Арнолд
Френсис Хамилтон Арнолд (енгл. Frances Hamilton Arnold, 25. јул 1956) је амерички хемијски инжењер и добитница Нобелове награде за хемију. Професор је хемијског инжењерства, биоинжењерства и биохемије на Калифорнијском технолошком институту. Добила је Нобелову награду за хемију 2018. године за „за истраживања везана за измену својстава протеина како би се користили у терапеутске и индустријске сврхе”.

## Младост и образовање
Арнолдова је кћерка Жозефине Инман и нуклеарног физичара Вилијама Хауарда Арнолда. Одрасла је у Еџвуду, предграђу Питсбурга, као и у питсбуршким четвртима Шејдисајд и Сквирел хил, а завршила је градску средњу школу Тејлор Алдердајс 1974. године. Као средњошколка је аутостопирала до Вашингтона како би протестовала против Вијетнамског рата, а живјела је сама радећи као конобарица у локалном џез клубу и као возач таксија.
Арнолдова је дипломирала 1979. године и стекла диплому из области машинства и аерокосмичког инжењерства, гдје се фокусирала на истраживања соларне енергије. Поред обавезних предавања, Арнолдова је похађала и предавања из економије, руског и италијанског језика, а замишљала је да ће постати дипломата или извршни директор, чак је размишљала и да стекне диплому из области међународних послова. Узела је годину дана паузе од студирања како би отпутовала у Италију и радила у фабрици која је производила дијелове за нуклеарни реактор, а затим се вратила да заврши студије. Када се вратила на Принстон, придружила се Принстоновом центру за енергетику и заштиту животне средине — групи научника и инжењера коју је у то време водио Роберт Соколов, радећи на развоју одрживих извора енергије, што ће постати кључни фокус каснијег рада Арнолдове.
Након дипломирања на Принстону 1979. године, Арнолдова је радила као инжењер у Јужној Кореји и Бразилу, као и на Институту за истраживање соларне енергије у Колораду. У овом институту (који данас носи назив Национална лабораторија за изучавање обновљиве енергије) радила је као дизајнер објеката за соларну енергију за удаљене локације, а помагала је у писању докумената за Уједињене нације.
Докторске студије је започела на Универзитету Калифорније гдје је докторирала у области хемијског инжењерства 1985. године. За вријеме докторских студија више се заинтересовала за биохемију. Њена докторска дисертација, коју је одрадила у лабораторијама Ворена Бланша, обрађује тему техника афинитне хроматографије.

## Приватни живот
Арнолдова живи у калифорнијском граду Ла Канјада Флинтриџ. Била је у браку са Џејмсом Е. Бејлијем који је преминуо од рака 2001. године. Добили су сина Џејмса Бејлија. Арнолдова је сама себи дијагностиковала рак дојке 2005. године и подвргнута је терапији која је трајала 18 мјесеци.
Удала се за астрофизичара са Калтека Ендруа Е. Ланга 1994. године, са којим је добила два сина, Вилијама и Џозефа. Ланг је починио самоубиство 2010. године, а њихов син Вилијам је погинуо у несрећи 2016. године.